# Bayerische Seenschifffahrt
Die Bayerische Seenschifffahrt GmbH ist ein Verkehrsunternehmen im Eigentum des Freistaats, das die Personenschifffahrt auf den vier bayerischen Seen Königssee, Starnberger See, Ammersee und Tegernsee betreibt.

## Geschichte
Am 9. April 1906 kaufte der Staat Bayern die Ammersee-Schifffahrt einschließlich der Schifffahrt auf der Amper von Reichsrat Hugo von Maffei und übertrug die Betriebsführung der Königlich bayerischen Staatseisenbahn (später Deutsche Reichsbahn). Begründet wurde die Ammersee-Schifffahrt bereits 30 Jahre zuvor (1876) von der privaten Dampfschiffahrt Gesellschaft Ammersee AG, die 1885 vom Hauptaktionär Hugo von Maffei übernommen wurde.
Die Motorschifffahrt auf dem Königssee wurde am 15. Juli 1909 mit dem von der Firma Siemens-Schuckert gelieferten Elektromotorboot „Accumulator“ gestartet. Seit 1. April 1934 betreibt der Staat die Schifffahrt auf dem Königssee in Eigenregie.
Nach dem Zweiten Weltkrieg übernahm der Staat am 1. September 1946 auch die Tegernseeschiffahrt von den Firmen Höss & Co und Kellerer sowie der Gemeinde Tegernsee. 1959 übernahm die Bayerische Verwaltung der staatlichen Schlösser, Gärten und Seen zudem die Betriebsführung der Schifffahrt auf dem Starnberger See und dem Ammersee von der Bundesbahndirektion München.
Am 1. Januar 1984 wurden die vier Schifffahrtsbetriebe (Ammersee, Starnberger See, Tegernsee und Königssee) zur Staatlichen Seenschiffahrt – einem Regiebetrieb des Freistaat Bayerns – zusammengeführt (herkömmliche Schreibweise mit zwei „f“).
Die Bayerische Seenschifffahrt GmbH ist am 1. Januar 1997 durch die Überführung der Staatlichen Seenschiffahrt in eine private Rechtsform entstanden. Der Freistaat Bayern besitzt 100 Prozent der Geschäftsanteile der GmbH. Der Sitz des Unternehmens ist Schönau am Königssee in Oberbayern (Seestraße 55, Ortsteil Königssee). Mit einer Flotte von 34 Motorschiffen, mit jährlich rund 1,2 Mio. Fahrgästen und etwa 170 Mitarbeitern gehört sie zu den größten Binnenschifffahrtsunternehmen Deutschlands.

## Schifffahrtsbetriebe

### Schifffahrt Königssee

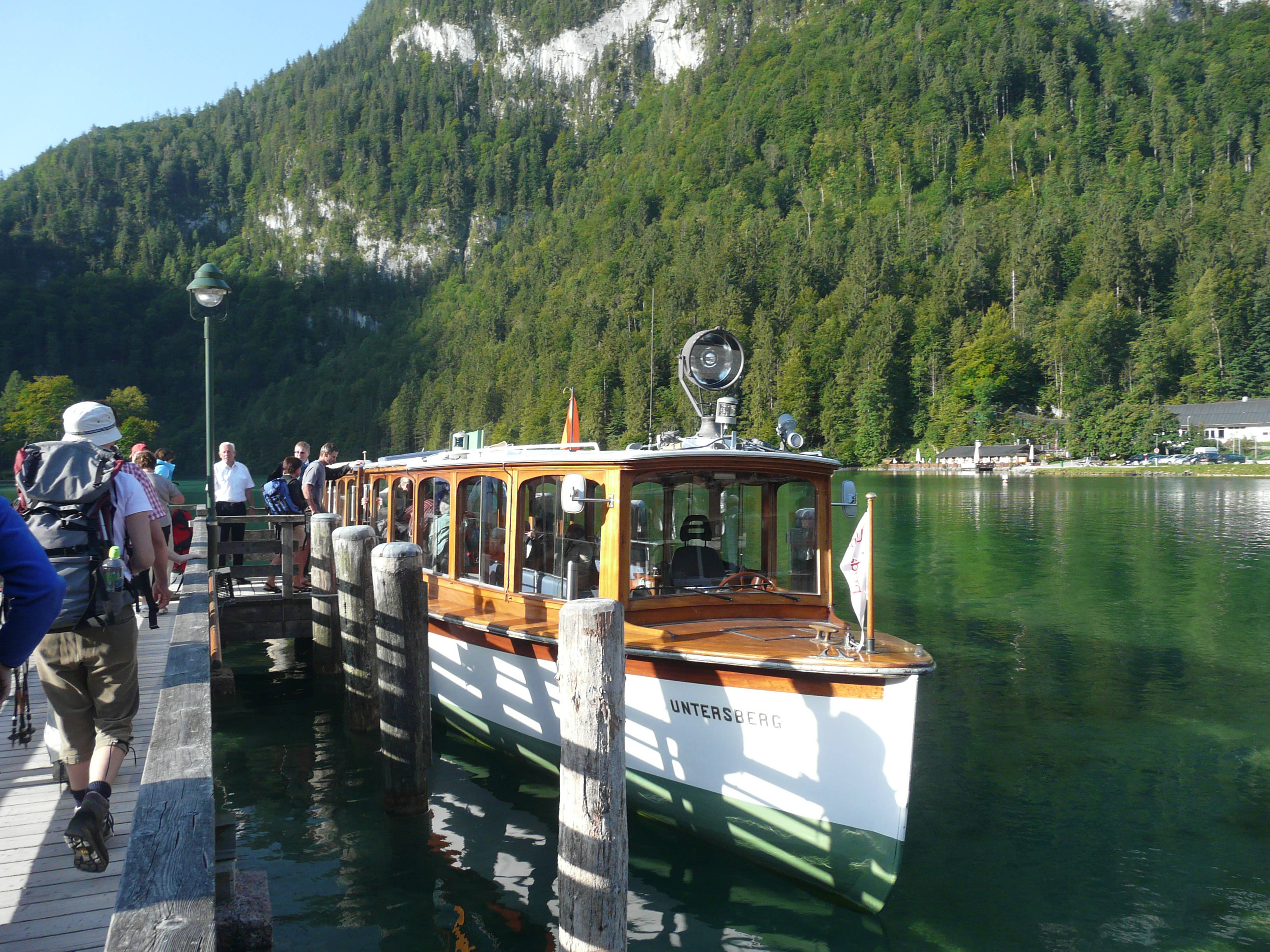
Ein Elektroboot der Bay. Seenschifffahrt am Königssee für ca. 80 Passagiere

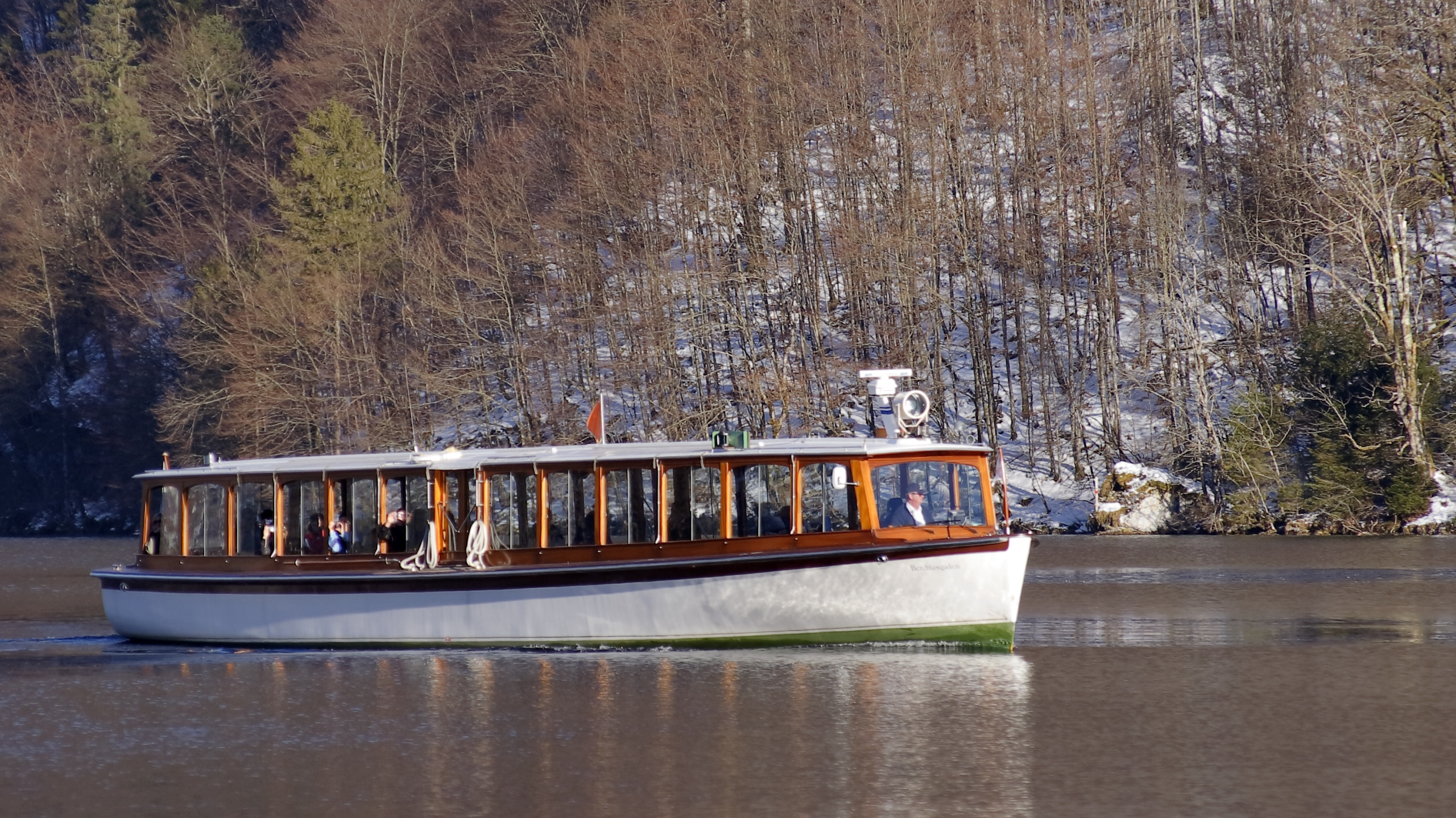
EMB Berchtesgaden auf dem Königssee

Die Boote verkehren von der Seelände im Ortsteil Königssee an der Nordspitze des Sees zu den Anlegestellen St. Bartholomä unter der Watzmann-Ostwand, Saletalm am Südende des Sees und zum Bedarfsanleger Kessel am Ostufer. Auf etwa halber Fahrtstrecke nach St. Bartholomä wird den Gästen mit einem Flügelhorn oder einer Trompete vom Bootsführer das beeindruckende Echo an der Echowand demonstriert, das einfach oder selten auch zweifach zu hören ist. Früher wurde vom Schiff aus mit einem Böller geschossen und ein bis zu siebenfaches Echo erzeugt; allerdings ist das Mitführen von Schwarzpulver aus Sicherheitsgründen heute verboten.
Die Schifffahrt auf dem See wird ganzjährig betrieben (außer am 24. Dezember), soweit nicht eine Vereisung des Sees im Winter zur Einstellung des Schifffahrtsbetriebes zwingt. In dem Betrieb sind 80 Personen beschäftigt. Er ist der umsatzstärkste der vier Betriebe.

#### Aktuelle Flotte
Die Schiffe werden in der eigenen Werft in Schönau – der höchstgelegenen und südlichsten Werft Deutschlands – gebaut und dort auch überholt. Es sind 18 Elektrofahrgastschiffe mit einer Länge zwischen 20 und 22 Metern vorhanden. Hinzu kommt ein kleineres Elektrofahrgastschiff mit 9,50 m Länge für 25 Personen, bei dem es sich um das Meisterstück des Bootsbauers handelt. Während die Bootsrümpfe bis 1998 aus Holz gebaut wurden, erhielten die letzten fünf Neubauten (1998, EMB Bischofswiesen, 2003, EMB Berchtesgaden, 2011, EMB Maria Alm, 2017, EMB Marktschellenberg und 2021, EMB Königssee) einen Stahlrumpf.
| Name                  | Baujahr | Länge  | Breite | Personen | Sonstiges                                                                 |
| --------------------- | ------- | ------ | ------ | -------- | ------------------------------------------------------------------------- |
| EMB Untersberg        | 1920    | 20 m   | 3,50   | 93       | eines von 13 annähernd baugleichen Schiffen mit Holzrumpf, Sanierung 1978 |
| EMB Watzmann          | 1920    | 20 m   | 3,50   | 93       | Sanierung 1977                                                            |
| EMB Falkenstein       | 1922    | 20 m   | 3,50   | 93       | Sanierung 1981                                                            |
| EMB Obersee           | 1922    | 20 m   | 3,50   | 93       | Sanierung 1983                                                            |
| EMB Königssee (alt)   | 1926    | 20 m   | 3,50   | 93       | Sanierung 1958, außer Betrieb 2023                                        |
| EMB Hochkalter        | 1929    | 20 m   | 3,50   | 93       | Sanierung 1979                                                            |
| EMB Staufen           | 1935    | 20 m   | 3,50   | 93       | Sanierung 1976 und 2024                                                   |
| EMB Salzburg          | 1939    | 20 m   | 3,50   | 93       | Sanierung 1971                                                            |
| EMB Jenner            | 1955    | 20 m   | 3,50   | 93       | Sanierung 1993                                                            |
| EMB Schönau           | 1960    | 20 m   | 3,50   | 93       | -                                                                         |
| EMB St. Bartholomä    | 1965    | 20 m   | 3,50   | 93       | -                                                                         |
| EMB Bad Reichenhall   | 1971    | 20 m   | 3,50   | 93       | Sanierung 2001                                                            |
| EMB Funtensee         | 1984    | 20 m   | 3,50   | 93       |                                                                           |
| EMB Hoher Göll        | 1989    | 21 m   | 3,50   | 110      | bis 2017 größtes Boot der Flotte                                          |
| EMB Ramsau            | 1992    | 9,50 m | 2,40   | 25       | letztes Boot mit Holzrumpf                                                |
| EMB Bischofswiesen    | 1998    | 20 m   | 3,50   | 93       |                                                                           |
| EMB Berchtesgaden     | 2003    | 20 m   | 3,50   | 94       |                                                                           |
| EMB Maria Alm         | 2011    | 21 m   | 3,50   | 93       |                                                                           |
| EMB Marktschellenberg | 2017    | 22m    | 3,90   | 120      | bis dato größtes Boot der Flotte                                          |
| EMB Königssee         | 2021    | 22m    | 3,90   | 120      | baugleich mit EMB Marktschellenberg                                       |

### Schifffahrt Starnberger See
Die Schiffe fahren von Ostersonntag bis Mitte Oktober vom Hafen bzw. den Stegen neben dem Bahnhof in Starnberg zu Anlegestellen in Berg, Leoni, Possenhofen, Tutzing, Bernried, Ambach und Seeshaupt. Hochwasser kann dazu führen, dass nur noch Tutzing angefahren werden kann. Neben dem fahrplanmäßigen Verkehr werden eine Reihe von Sonderfahrten durchgeführt.

Der Betriebsteil erzielt mit rund 30 Mitarbeitern den zweithöchsten Umsatz des Unternehmens.

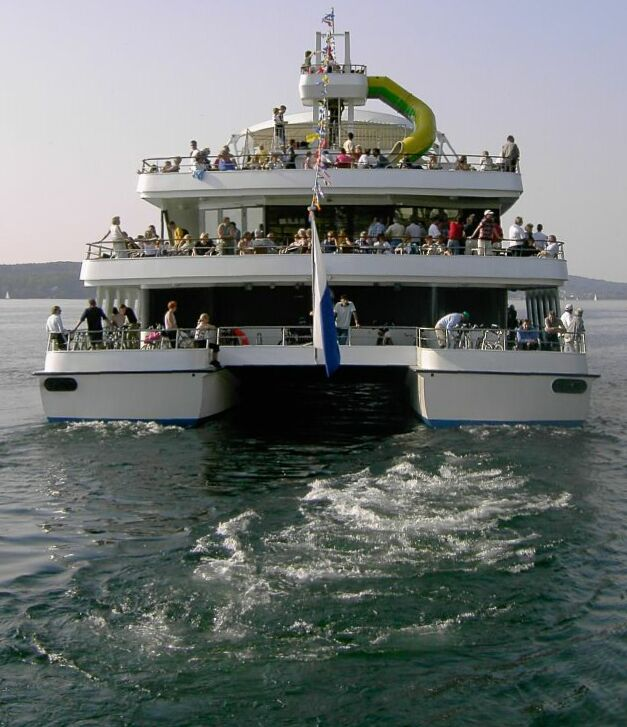
Die Starnberg

#### Aktuelle Flotte
| Name      | Baujahr | Länge | Breite  | Personen | Sonstiges               |
| --------- | ------- | ----- | ------- | -------- | ----------------------- |
| Seeshaupt | 2012    | 60 m  | 12,50 m | 800      |                         |
| Starnberg | 2004    | 56 m  | 15 m    | 800      | Katamaran, 30 Fahrräder |
| Bernried  | 1983    | 34 m  | 6,60 m  | 300      |                         |
| Berg      | 2021    | 35 m  | 8,20 m  | 300      | Elektroantrieb          |

#### Ehemalige Flotte
| Name      | Baujahr | Stilllegung | Länge   | Breite  | Personen | Sonstiges |
| --------- | ------- | ----------- | ------- | ------- | -------- | --- |
| Seeshaupt | 1955    | 2011        | 60,20 m | 12,20 m | 900      | abgewrackt |
| Berg      | 1951    | 2012        | 25,24 m | 4,8 m   | 150      | Arbeitsschiff in Starnberg |
| Tutzing   | 1937    | 1995        | 32,74 m | 7,85 m  | 225      | Museumsschiff vor Tutzing |
| Phantasie | 1960    | 2019        | 20 m    | 4,10 m  | 148      | ehemaliges Museumsschiff zum Museum der Phantasie, besser bekannt als Buchheim Museum in Bernried; 2019 dort ausgekrant, Nachnutzung für Museumszwecke |
| Bayern    | 1939    | 2023        | 48 m    | 10,40 m | 700      | abgewrackt |

### Schifffahrt Ammersee
Die Schiffe verkehren von Ostersonntag bis Mitte Oktober vom Hafen in Stegen am Nordende des Ammersees zu Anlegestellen in Buch, Schondorf, Breitbrunn, Utting, Holzhausen, Herrsching, Riederau und Dießen.
In dem Betriebsteil Schifffahrt Ammersee sind rund 20 Mitarbeiter beschäftigt.

#### Aktuelle Flotte
| Name       | Baujahr | Länge | Breite | Personen | Sonstiges                                        |
| ---------- | ------- | ----- | ------ | -------- | ------------------------------------------------ |
| Diessen    | 1908    | 49 m  | 13 m   | 400      | Schaufelradmotorschiff, Generalsanierung 2005/06 |
| Herrsching | 2002    | 54 m  | 14 m   | 400      | Schaufelradmotorschiff                           |
| Utting     | 2017    | 50 m  | 9 m    | 500      | Motorschiff                                      |
| Augsburg   | 2008    | 36 m  | 7,80 m | 300      | Motorschiff                                      |

#### Ehemalige Flotte
| Name       | Baujahr | Stilllegung | Länge   | Breite | Personen | Sonstiges                                                                     |
| ---------- | ------- | ----------- | ------- | ------ | -------- | ----------------------------------------------------------------------------- |
| Schondorf  | 1961    | 2012        | 24,60 m | 5,60 m | 170      | seit Mai 2012 als MS Berg auf dem Starnberger See (Motorschiff)               |
| Utting     | 1950    | 2016        | 36 m    | 7,50 m | 400      | Motorschiff, seit 2017 Veranstaltungsort in München-Sendling                  |
| Andechs    | 1907    | 1954        | 34 m    | 9,40 m | 400      | seit April 1956 Vereinsheim der Bayerischen Seglervereinigung e. V. in Utting |
| Herrsching | 1956    | 2006        | 25 m    |        | ca. 250  | verschrottet                                                                  |

### Schifffahrt Tegernsee
Auf den Rundfahrten werden die jeweils drei Anlegestellen in Tegernsee, Rottach-Egern und Bad Wiessee sowie der Steg in Gmund-Seeglas angelaufen. Die Schiffe fahren mit einer Betriebspause von Anfang November bis Mitte Dezember.
Der Heimathafen der Schiffe ist Tegernsee Ort.
In dem kleinsten Betriebsteil des Unternehmens sind rund 20 Mitarbeiter beschäftigt.

#### Aktuelle Flotte
| Name          | Baujahr | Länge | Breite | Personen | Sonstiges   |
| ------------- | ------- | ----- | ------ | -------- | ----------- |
| Rottach-Egern | 2002    | 31 m  | 7 m    | 250      | Motorschiff |
| Tegernsee     | 2003    | 31 m  | 7 m    | 250      | Motorschiff |
| Wallberg      | 1938    | 20 m  | 4 m    | 164      | Motorschiff |
| Gmund         | 1968    | 20 m  | 4,20 m | 130      | Motorschiff |
| Kreuth        | 1977    | 20 m  | 4,20 m | 130      | Motorschiff |